# Revolucionar
Revolucionar je oseba, ki aktivno sodeluje v revoluciji.
Izkoriščevalski razred revolucionarje imenuje kriminalci oz. teroristi, izkoriščanci pa borci za socialno osvoboditev.